# 歸國
『歸國』（きこく）は、倉本聰の戯曲。倉本の演出で2009年6月17日に富良野GROUPにより初演、2010年7月5日に日本経済新聞出版社より刊行された。太平洋戦争中に南の海で戦死し60余年ぶりに歸國した英霊たちの視点を通じ、彼らの目に映った現代の日本の姿を描く。
2010年と2011年に富良野GROUPにより再演、また倉本の脚本によりテレビドラマ化されTBS系にて「終戦ドラマスペシャル」として2010年8月14日に放送された。

## 概要
倉本聰が棟田博の短編小説「サイパンから来た列車」に感銘を受け50年以上温めてきた作品。1998年にLFラジオドラマスペシャル『サイパンから来た列車』としてラジオドラマ化したのに続き、2002年の『屋根』以来7年ぶりの新作戯曲として書き下ろした。
太平洋戦争中に南の海で戦死し、現代の平和な祖国の様子をつぶさに伝えるため60余年ぶりに歸國した英霊たちの視点を通じて、物が溢れ技術が進んだ現代日本に対し「日本はこれで幸せなのか?」と疑問を投げかける。『北の国から』の黒板五郎の生き方にも共通するテーマである。「60余年前の若者たちにとって、故国に帰ることは現代用語の“帰国”ではなくあくまでも旧漢字の「歸國」であるにちがいない」との理由から、題名には「帰国」の旧字体である「歸國」を用いている。
2009年夏の富良野演劇工場での初演以降、2010年、2011年と3年連続で富良野GROUPの夏公演として上演。また2010年と2011年には全国ツアーも実施し、2011年のキジムナーフェスタ2011において初の沖縄公演も行っている。「再演は続演に非ず」という倉本の言葉通り、公演中でも台詞や演出に変更が加えられ、進化し続けている。
テレビドラマ版では、倉本聰は31年ぶりにTBSドラマの脚本を手掛けた。舞台版とテレビドラマ版では登場人物の関係性やストーリーの細部などに違いがある。
なお、「サイパンから来た列車」は1956年にも、『姿なき一〇八部隊』のタイトルで新東宝で映画化されている。監督は佐藤武。脚色は八木隆一郎、近江浩一、須崎勝弥、小林太平、長谷川公之。主演は、秋吉善鬼少将役に笠智衆、那須泰彦中尉役に中山昭二であった。

## ストーリー
8月15日深夜、東京駅にダイヤにはない一台の軍用列車がやってきた。そこには60余年前に南海で散った英霊たちがいた。彼らの使命は、平和になった日本の現状を南海の海に眠っている戦死者たちに伝えること。彼らは夜明けまでのわずかな時間に、今の日本に何を見るのか……。

## 登場人物
※ キャストはテレビドラマ版。
大宮上等兵
演 - ビートたけし
子供の時に両親を亡くし親族をたらい回しにされ、妹のあけびと共に東京の浅草で的屋をしていたが軍に召集され、沖縄戦で行方不明になる。実の母親の死を悲しまなかった甥の健一を刺殺して「連れてくる」。
木谷少尉
演 - 小栗旬
音楽学生だったが軍に召集され、沖縄戦に行く途中で米軍の攻撃に遭い爆死する。帰国後、存命する恋人の所へ行く。
河西 洋子
演 - 堀北真希（戦争中）、八千草薫（現在）
音楽学生で木谷の恋人。
日下少尉
演 - 向井理
学生時代は美術学校に在籍し、絵画を専攻。
卒業後、故郷に帰り結婚するが、新婚3日目で軍に召集され、沖縄戦に行く途中で戦死する。当時、妊娠していた妻をモデルにして描いた絵が未完成のまま戦地へ行ってしまった事を悔やんでいた。
竹下中尉
演 - 塚本高史
早稲田大学の野球部に属していたが軍に召集され、沖縄戦に行く途中で戦死。
思い出の土地神宮球場へ向かう。
志村伍長
演 - ARATA
ある工場で工員として働いていた際、演劇に出会い役者を始めるが軍に召集され、軍事訓練中の事故により、負傷し、除隊される。戦局悪化に伴い、検閲係として軍に復帰するものの、厳しい検閲で周囲から疎ましく思われる存在となり、その後、精神状態が悪くなり発狂し、自死してしまう。
戦死ではないため英霊にはなれず、靖国神社の前でこの世を彷徨い続けていた。
水間上等兵
演 - 遠藤雄弥
制絹会社の工場で働いていたが、工兵として北へ送られ、病気を患い本国へ帰国させられる。太平洋戦争の数年前、復帰。航空機整備の訓練を受け、整備兵として鹿児島へ渡る。
沖縄へ行く途中で戦死。
坂本上等兵
演 - 温水洋一
小学校卒業後、地元の鉱山で働いていたが軍に召集され中国の河北省の軍隊に配属された。兵役解除に伴い鉱山に復帰していた。
立花
演 - 生瀬勝久
社会主義運動のシンパであったが、特別高等警察に検挙されて転向した過去がある。報道班員として軍に従軍していたが戦死。軍人ではないため英霊ではなく、この世を彷徨っている。戻ってきた英霊たちに現代の社会や各々の係累の戦後について教える役割。
大宮 あけび（当時）
演 - 小池栄子（幼少期 - 末原一乃、晩年 - 真田寿江子）
大宮の妹。帝大の学生と結婚し子供の健一を身ごもるも、その学生は戦死。戦後、浅草オペラ館の人気ダンサーなどをしながら、必死に健一を育て上げる。
大宮 健一
演 - 石坂浩二
あけびの息子。東大を卒業後大学教授となり政府の財政顧問となる。仕事が超多忙で、母のあけびを病院に預けっぱなしで見舞うこともなく、あけびが亡くなった時も、後始末を他人任せにして家族への連絡も電子メール一本で済ませてしまう。さらにその電子メールに「肩の荷が下りた」と書いたため、その冷たい態度に激怒した伯父の大宮上等兵に刺殺される。その後靖国神社で大宮と対面し、彼に殴られたことでこれまでの行いを悔いる。
茜
演 - 八木優希
晩年のあけびが入院している病院の隣室の少女。あけびからの頼みで、生命維持装置の電源を切る。
クラブでのHIPHOPグループ
演 - ラウンジゲート
日下の妻
演 - 水谷理砂
遠山がいる老人ホームの介護士
演 - 近藤奈保妃、ケンタエリザベス3世
深夜のラジオの声
演 - 大沢悠里
TVの現場キャスター
演 - 吉川美代子
向井政生
演 - 向井政生
看護師（現在）
演 - 西田尚美　　　　　　　
医師（現在）
演 - 矢島健一
遠山中将
演 - 笈田ヨシ
秋吉部隊長
演 - 長渕剛
（役名不明）
演 - 三上真史、矢崎広、石井テルユキ、小林裕之、田中啓三、辻義人、柳田努、瀬戸将哉、松本実、三上哲、諌山幸治、谷藤太、岡田一博、小森翔太、豊田豪、福田智久、宇賀祐太朗、笹間貴徳、長屋猛、日下部千太郎、三嶋亮太、山田顕一、田中慎二、尾形駿一、藤本竜輔、中垣智尋、中尾真肇、北島壮良、倉田智、東慶光、斉藤邦男、大久保浩、逆井洋之、菅信道、山下徹、加藤聡志、遠藤巧磨、鍋谷哲也、下牧慎治、大楽聡士、札内幸太、永井慎一、阿久津紘平、お宮の松、近藤六、ガンビーノ小林、マキタスポーツ

## エンディング・テーマ曲
- 長渕剛「愛していると伝えて下さい」[注 2]
作詞・作曲 - 長渕剛
編曲 - 長渕剛、上田健司

## 公演リスト
- 富良野GROUP公演2009夏『歸國』
2009年6月17日 - 7月5日、富良野演劇工場、17公演
- 富良野GROUPロングラン公演2010夏『歸國』
2010年6月27日 - 7月24日、富良野演劇工場、27公演
2010年7月26日 - 8月27日、全国ツアー、21公演
- 富良野GROUP公演2011夏『歸國』
2011年6月11日 - 6月25日、富良野演劇工場
2011年6月28日 - 7月31日、全国ツアー、19公演

## 書誌情報
- 歸國（2010年7月5日、日本経済新聞出版社、ISBN 978-4-532-16750-9）
- 倉本聰戯曲全集全6巻 第4巻 屋根/歸國（2017年4月30日、新日本出版社、ISBN 978-4-406-06136-0 C0393）

## テレビドラマ
終戦ドラマスペシャル『歸國（きこく）』として、TBS系で2010年8月14日に放送された。視聴率は14.7%（ビデオリサーチ調べ、関東地区）。長渕剛は11年ぶりのドラマ出演。さらに日本のテレビドラマ史上初めて、靖国神社でのロケが行われた。小林桂樹の出演が決定していたが、体調が優れず降板した。

### スタッフ
- 原作 - 棟田博「サイパンから来た列車」
- 作 - 倉本聰（棟田博「サイパンから来た列車」をもとに）
- 演出 - 鴨下信一
- プロデュース - 八木康夫、吉田雄生、真木明
- 音楽 - 島健
- 劇中使用歌 - 樋口了一「手紙〜親愛なる子供たちへ〜」
- 特殊メイク - 江川悦子、神田文裕、山岸福明、荒川紀之
- 軍隊所作指導 - 大東信祐
- ダンス指導 - 竹邑類、大畑浩恵
- ラッパ指導 - 藤野銘水
- 写真協力 - 石黒コレクション、エイム・ハイ
- 資料協力 - ほるぷ出版「宮澤賢治 風の又三郎」
- ロケ協力 - 台東区フィルムコミッション、ちば市フィルムコミッション、栃木市フィルムコミッション、匝瑳市、多古町、旧東京音楽学校奏楽堂、台東区芸術文化財団、仲見世商店街振興組合、六区ブロードウェイ商店会、三越劇場、天王洲セントラルタワー、大内宿 ほか
- 協力 - 靖國神社、無言館、東日本旅客鉄道
- 製作著作 - TBS・BS-TBS